# عزیر خرماجی
عزیر خرماجی (انگلیسی: Özer Hurmacı؛ زادهٔ ۲۰ نوامبر ۱۹۸۶) بازیکن فوتبال اهل ترکیه است.
از باشگاه‌هایی که در آن بازی کرده‌است می‌توان به باشگاه فوتبال قاسم‌پاشا اسپور، باشگاه فوتبال آنکارا اسپور، باشگاه فوتبال ترابزون‌اسپور، و باشگاه فوتبال فنرباغچه اشاره کرد.
وی همچنین در تیم‌های ملی فوتبال زیر ۲۰ سال ترکیه، زیر ۲۱ سال ترکیه، و ترکیه بازی کرده‌است.